# Hành trình tình yêu của một du khách
Hành trình tình yêu của một du khách (tiếng Anh: A Tourist's Guide to Love) là một bộ phim hài kịch lãng mạn năm 2023 của đạo diễn Steven K. Tsuchida và biên kịch Eirene Tran Donohue. Với các diễn viên Rachael Leigh Cook, Scott Ly, Missi Pyle, Ben Feldman, Nondumiso Tembe và Andrew Barth Feldman.
Bộ phim được khởi quay ở Việt Nam vào tháng 4 năm 2022, và được phát hành ngày 21 tháng 4 năm 2023 trên Netflix.

## Nội dung
Câu chuyện bắt đầu tại Los Angeles, nhân vật chính Amanda - một chuyên viên du lịch (Rachael Leigh Cook) - đột ngột chia tay bạn trai. Cô được sếp cử đến Việt Nam dưới vỏ bọc du khách để thăm dò một công ty tổ chức tour tại địa phương. Trong chuyến đi, cô làm quen Sinh - hướng dẫn viên du lịch người Việt (Scott Ly).
Với lời đề nghị của Sinh, họ quyết định thay đổi lịch trình, tìm hiểu nhiều vùng đất mới. Khi tình cảm cả hai dần nảy sinh, người yêu cũ của Amanda bất ngờ xuất hiện, khiến cô buộc lựa chọn một trong hai.

## Diễn viên
- Rachael Leigh Cook vai Amanda Riley
- Scott Ly vai Sinh Thach
- Ben Feldman vai John
- Missi Pyle vai Mona
- Glynn Sweet vai Brian Conway
- Alexa Povah vai Maya Conway
- Jacqueline Correa vai Sam Gonville
- Nondumiso Tembe vai Dom Fisher
- Morgan Lynee Dudley vai Robin
- Andrew Barth Feldman vai Alex
- Quinn Trúc Trần vai Anh
- Nsưt Lê Thiện vai Bà nội của Sinh
- Anh Dào vai dì Diễm

## Sản xuất
Vào tháng 4 năm 2021, Variety cho biết Rachael Leigh Cook sẽ đóng vai và sản xuất bộ phim tình cảm hài hước, Hành trình tình yêu của một du khách, dựa trên ý tưởng của cô cùng với Eirene Tran Donohue. Bộ phim thuộc chương trình gốc Netflix sản xuất bởi Head First Productions và Muse Entertainment. Vào tháng 5 năm 2022, các vai diễn Scott Ly, Ben Feldman, Missi Pyle, Jacqueline Correa, Nondumiso Tembe, Morgan Lynee Dudley, Andrew Barth Feldman, Glynn Sweet, Alexa Povah, Thanh Trúc và Lê Thiện được công bố. Đây là bộ phim nước ngoài đầu tiên quay tại Việt Nam sau đại dịch COVID-19 dưới sự hỗ trợ của Bộ Văn hóa, Thể thao và Du lịch Việt Nam.
Phân đoạn quay bắt đầu vào tháng 4 năm 2022, và đến nhiều địa điểm ở Việt Nam, như thành phố Hồ Chí Minh, Quảng Nam, Đà Nẵng, Hội An, Hà Nội và Hà Giang. Donohue giải thích lý do tại sao nó quan trọng đối với cô khi một bộ phim Mỹ lại không chú trọng vào chiến tranh, cô nói "Hầu hết các bộ phim Mỹ lấy bối cảnh Việt Nam mà không đề cập đến sự đau thương chiến tranh. Nó rất là quan trọng đối với tôi để kể một câu chuyện ngày nay. Một trong số đó là những niềm vui và tình yêu và những ngày lễ kỉ niệm. Tôi muốn thay đổi giai thoại về Việt Nam, để làm nổi bật một đất nước hiện đại qua những câu chuyện mà tôi sắp kể". Nữ chính kiêm nhà sản xuất Rachael Leigh Cook mô tả bộ phim như "một bức thư tình gửi tặng Việt Nam, được viết bằng cả trái tim và sự hài hước".

## Phát hành
Hành trình tình yêu của một du khách phát hành vào ngày 21 tháng 4 năm 2023, trên Netflix.

## Đón nhận
Chỉ trong 2 tuần sau khi phát hành toàn cầu và độc quyền trên Netflix, bộ phim đã vươn lên vị trí số 1 trong bảng xếp hạng Top 10 toàn cầu cho Phim (tiếng Anh) với 20,92 triệu giờ xem trong tuần này, từ ngày 24 đến ngày 30 tháng 4. Đồng thời, bộ phim cũng lọt vào Top 10 tại 89 quốc gia trên Netflix và xếp hạng #1 tại Canada, Costa Rica, Bulgaria, Phần Lan, Nam Phi, Việt Nam… Báo SCMP nhận định "A Tourist's Guide to Love" là bộ phim hoàn hảo để quảng bá du lịch Việt Nam, cụ thể báo đã đưa ra những đánh giá tích cực về bộ phim và nhấn mạnh rằng đây là một quảng cáo hoàn hảo cho du lịch Việt Nam và đã mang đến cho khán giả một cái nhìn mới về Việt Nam - đất nước xinh đẹp và hấp dẫn với vẻ đẹp thiên nhiên, văn hóa độc đáo và con người thân thiện.